# Vinzelles, Saône-et-Loire
Vinzelles är en kommun i departementet Saône-et-Loire i regionen Bourgogne-Franche-Comté i östra Frankrike. Kommunen ligger i kantonen Mâcon-Sud som tillhör arrondissementet Mâcon. År 2022 hade Vinzelles 762 invånare.

## Befolkningsutveckling
Antalet invånare i kommunen Vinzelles
| Referens: INSEE |